# Andrena popovi
Andrena popovi är en biart som beskrevs av Osytshnjuk 1985. Andrena popovi ingår i släktet sandbin, och familjen grävbin. Inga underarter finns listade i Catalogue of Life.